# Воинов, Иван Авксентьевич
Ива́н Авксе́нтьевич Во́инов (14 [26] сентября 1885, Бесово, Ярославская губерния — 6 [19] июля 1917, Петроград) — участник революционного движения в России, журналист, поэт.

## Биография
Иван Авксентьевич Воинов родился 14 (26) сентября 1885 года в ныне несуществующей деревне Бесово Пошехонского уезда Ярославской губернии в семье крестьянина. В 1897 году после недолгой учёбы в школе в селе Николо-Раменье отправлен учеником в магазин готового платья в Петербурге: работал сначала «мальчиком», затем портным. В 1905 году призван в армию — рядовым в пехотный полк, находившийся в Либаве. После службы работал на заводах Петербурга, а с 1910 года стрелочником на станции Сортировочная Николаевской железной дороги.
С 1905 года имел связи с большевиками. Член РСДРП с 1909 года, большевик. С 1910 года корреспондент и поэт газеты «Звезда», а с 1912 года — газеты «Правда». 25 мая 1912 года за агитацию среди железнодорожников арестован и выслан в родную деревню на 2 года. В деревне негде было работать, и в октябре Воинов получил разрешение переехать в Ярославль, где жил случайными заработками. Продолжал писать статьи для «Правды». В августе 1913 года вернулся в деревню, где был арестован и помещён в Пошехонскую тюрьму, а в начале 1914 года выслан в Новгород. Оттуда через 3 месяца сбежал в Петербург, где жил нелегально. Сотрудничал в нелегальной большевистской газете «Борьба» и журнале «Вестник приказчика». 7 октября, находясь в крайне бедственном материальном положении, сделал попытку отравиться; был доставлен в больницу, где за время лечения опознан жандармами и 30 декабря сослан на 3 года в Минусинский уезд Енисейской губернии.
Освобождён Февральской революцией. В 1917 году корреспондент «Правды» и ночной экспедитор её типографии «Труд» в Петрограде. В июльские дни 1917 года во время распространения «Листка „Правды“» убит юнкерами и казаками на Шпалерной улице. На это событие Ленин неоднократно ссылался как на пример «палачества». Похоронен на Волковском кладбище у мостика через Лиговский ручей.

## Память
В его честь названы улицы в нескольких городах. В 1918—1991 годах его имя носила Шпалерная улица в Санкт-Петербурге.